# Царевский, Сергей Фёдорович
Сергей Фёдорович Царевский (23 февраля [7 марта] 1887, Минск — 22 марта 1971, Казань) — российский учёный-герпетолог, первый заведующий отделением герпетологии Зоологического музея в Петрограде (ныне — Зоологический институт РАН, Санкт-Петербург), протодиакон Русской православной церкви. В 1930 году был приговорён к исправительно-трудовым лагерям, а после освобождения — сослан в Казань.

## Биография
Родился 23 февраля (7 марта) 1887 года в Минске в семье статского советника и педагога Фёдора Львовича Царевского, выпускника Киевской духовной академии, лауреата ордена Святого Станислава 2 и 3 степени и ордена Святой Анны 3 степени, и Стефаниды Константиновны Царевской. Сергей шесть лет обучался в Минской гимназии и три года — в Псковской, которую окончил в 1905 году. После гимназии отбывал воинскую повинность, получив в 1908 году звание ратника ополчения второго разряда. 14 мая 1912 года женился на Ольге Александровне Швачко. В 1912 году поступил на физико-математический факультет Императорского Санкт-Петербургского университета, обучение в котором окончил в 1915 году. В университете он увлёкся герпетологией, чему способствовали преподаватели К. М. Дерюгин и П. В. Нестеров. Летом 1911 и 1914 годов совершил поездку поездку на Кавказ, в ходе которой собрал большую коллекцию (6 амфибий, 30 ящериц и 2 змеи) и данные по биологии амфибий и рептилий. Сборы он передал в Музей при Зоологическом кабинете университета.
После окончания университета в 1915 году был приглашён на работу в Зоологический музей Академии наук в качестве помощника заведующего отделения ихтиологии и герпетологии. В это время он участвовал в экспедициях в Бухару и Персию, в ходе которой он собрал три экземпляра амфибий, 277 ящериц и 13 змей. Будучи хранителем коллекции, поддерживал связь с ведущим российским герпетологом А. М. Никольским, работавшим тогда в Харьковском университете.
В 1918 году Царевский был призван в Рабоче-крестьянскую Красную армию, но по ходатайству руководства музея был освобождён от призыва как незаменимый сотрудник. В 1919 году был избран Советом музея и утверждён Физико-математическим отделением Академии наук на должность младшего зоолога. С 1 июня того же года он был назначен заведующим Отделения герпетологии Зоологического музея, ставшего самостоятельным подразделением.
В начале 1920-х годов Царевский был рукоположен в сан диакона Церкви Святителя Моисея Новгородского. Из-за этого в ходе чистки осенью 1929 года под руководством Ю. П. Фигатнера, он стал первым уволенным по идеологическим причинам сотрудником Зоологического музея. В 1930 г. он получил сан протодиакона, но 28 декабря был арестован  по делу Ленинградского «филиала» истинно-православной церкви. Под стражей он находился в Доме предварительного заключения г. Ленинграда. 8 октября 1931 года был приговорён к пяти годам исправительно-трудовых лагерей коллегией ОГПУ по обвинению в участии в «контрреволюционной монархической церковной организации».
После освобождения был выслан в Казань, где проживал в центральной части города, в доме на пересечении улиц Щапова и Комлева. Здесь он пел в церковном хоре и был диаконом кладбищенской Церкви Ярославских чудотворцев. Умер 22 марта 1971 года в возрасте 84 лет. Похоронен в православном некрополе Арского кладбища.

## Вклад в науку
Обработал более 1400 образцов из герпетологической коллекции Санкт-Петербургского университета. По итогу этой работы выпустил «Каталог коллекции пресмыкающихся» под редакцией К. М. Дерюгина. В нём содержаться заметки по систематике круглоголовок, удавчиков и гадюк, а также данные о биологии и распространении скальных ящериц. 
В 1915—1916 года опубликовал три работы по систематике змей, в которых описал тигровую гадюку (Vipera tigrina), рассматриваемую сейчас как морфу гадюки Динника, и белобрюхого удавчика (Eryx speciosus), которого база данных Reptile Database признаёт синонимом песчаного удавчика. Кроме того, в 1926 году он описал два вида жаб, признаваемых и поныне — Bufo tibetanus и Bufo tuberculatus.
На основе сборов Царевского Л. А. Ланц и О. Сирен описали понтийскую ящерицу (Lacerta praticola pontica).